# Seelen (Stephenie Meyer)
Seelen (Originaltitel: The Host) ist ein Science-Fiction-Roman von Stephenie Meyer. Er erschien im Mai 2008 auf Englisch, im selben Jahr wurden 750.000 Exemplare verkauft. Die Geschichte spielt auf der von Außerirdischen – genannt Seelen – übernommenen Erde und wird aus der Sicht der Seele Wanda erzählt. Indem die Schriftstellerin Raum für Interpretation gibt, lässt sich der Roman mit Themen wie Identität, Kampf der Kulturen, Großer Austausch, Kolonialismus, Persönlichkeitsstörung und Reinkarnation verbinden.

## Inhalt
Die Handlung spielt in der Zukunft auf der Erde. Aliens, die von den Menschen Seelen genannt werden, haben die Erde bevölkert und dort ein neues System aufgebaut. Als die Geschichte beginnt, beherbergt bereits der größte Teil der menschlichen Körper diese Seelen in sich. Stirbt einer der menschlichen Körper an Altersschwäche, wird die Seele von sogenannten Heilern entnommen und entweder einem neuen Körper implantiert oder mit Hilfe einer Kühlbox und Raumschiffen zu einem der anderen besetzten Planeten gesandt.
Die wenigen überlebenden Menschen verstecken sich in Wäldern, Höhlen und Wüsten. Das Buch dreht sich um die 19-jährige Melanie Stryder, einen der letzten Menschen, die eine Rebellin ist. Nachdem sie von Suchern (die, wie ihr Name verrät, die letzten echten Menschen suchen, um auch ihnen eine Seele zu implantieren) in einem verlassenen Hotel entdeckt und verfolgt wird, versucht Melanie zuerst, ihnen zu entkommen. Da sie aber schnell einsieht, dass dies aussichtslos ist, springt sie, in der Hoffnung bei dem Versuch umzukommen, in einen leeren Aufzugschacht, damit man ihr keine Seele einsetzt, die Melanies kleinen Bruder Jamie, der sich mit ihr auf der Flucht befindet, verraten könnte. Melanie überlebt jedoch schwer verletzt und wird in ein Krankenhaus gebracht. Dort wird ihr Körper geheilt und ihr eine Seele namens Wanderer eingesetzt. Während in den meisten Fällen das alte Ich des Wirtkörpers sehr bald ausgelöscht wird, wehrt sich Melanie gegen das Alien und bleibt so in ihrem Körper weiterhin bestehen. Wanderer wird fortan von Melanies Erinnerungen und Gefühlen beeinflusst. Bald ist klar, dass Melanie nicht bereit ist, Wanderer ihren Körper zu überlassen.
Währenddessen beginnt die Sucherin, die Wanderer zugeteilt ist und sich wichtige Informationen über die übrigen Aufständischen von Wanderer erhofft, misstrauisch zu werden. Sie folgt Wanderer und drängt diese, alle Erinnerungen Melanies aufzudecken. Wanderer jedoch beginnt sich zunehmend für Melanie und deren Gefühle, die nun auch die ihren sind, zu interessieren. Sie fühlt Melanies Liebe zu ihrem Gefährten Jared und ihrem kleinen Bruder Jamie und empfindet bald ebenso. Beide werden von der Frage gequält, was wohl aus den beiden geworden ist. Melanie erinnert sich an ihren Onkel Jeb, der von einem Unterschlupf gesprochen hat. Nachdem sie zufällig auf den Hinweis des Onkels gestoßen ist, kann sie Wanderer dazu überreden, diesen zu suchen, um dort vielleicht Jamie und Jared zu finden.
Bei der Suche nach dem Unterschlupf verirrt sich Wanderer in der Wüste und wird dort halbtot von Melanies Onkel gefunden. Dieser nimmt sie mit zu einem großen Höhlenkomplex unter der Erde, in dem bereits 35 Menschen Zuflucht gesucht haben. Da Wanderer durch ihre leuchtenden Augen und die Implantationsnarbe im Nacken eindeutig als Seele identifiziert werden kann, sperrt man sie in einen kleinen Raum. Die Menschen fürchten zuerst, dass Wanderer eine Sucherin sei und sie alle verraten könnte. Nach einer Weile beginnt sie jedoch, sich mit einigen der Menschen anzufreunden, die nach und nach für Wanderer Partei ergreifen und sie vor körperlichen Angriffen schützen. Darunter ist auch Jamie, der damals mit Jared tatsächlich bei Jeb Unterschlupf gesucht hatte. Mit der Zeit wird Wanderer, nun Wanda genannt, immer mehr von den Menschen akzeptiert. Sie bekommt einen eigenen Schlafplatz, hilft bei den Gartenarbeiten und erzählt von anderen Planeten und ihrer Spezies. Sie schließt Freundschaft mit den anderen, vor allem mit Jeb, Ian, der sich nach einer Weile in sie verliebt, und Jamie, der in ihr immer noch seine Schwester Melanie sieht und schließlich auch erkennt, dass diese noch da ist. Wanda fühlt sich ebenfalls zu Ian hingezogen, aber Melanies Gefühle für Jared sind stärker und bringen beide durcheinander.
Ians Bruder Kyle misstraut Wanda und versucht sie umzubringen, was ihm jedoch misslingt. Unterdessen hat die Sucherin, nachdem anfangs einige der Seelen Suchtrupps geschickt haben, um die verschollene Wanda zu finden, noch nicht aufgegeben. Hartnäckig kehrt sie immer wieder in die Wüste zurück. Als Jamie mit einem Messer hinfällt und sich eine tiefe Wunde zuzieht, machen sich Jared und Wanda verbotenerweise auf den Weg in die Zivilisation. Um Medikamente für Jamie zu bekommen, braucht sie eine Verletzung. Sie bittet Jared darum, ihr mit einem dicken Stein mit voller Wucht ins Gesicht zu schlagen, was dieser widerwillig dann auch tut. Außerdem schneidet sie eine tiefe Wunde in ihren Arm, die dazu dient, zu sehen, wie Jamies Bein geheilt werden kann. Dann taumelt sie ins Krankenhaus, lässt sich heilen und prägt sich dabei den genauen Ablauf ein. Ihr Gesicht wird wieder makellos, von den Verletzungen, die Kyle und einige andere ihr zugefügt haben, ist keine Spur mehr zu sehen. Von ihrem tiefen Schnitt ist nur noch eine blasse rosa, kaum sichtbare Narbe zu erkennen. Als die Heilerin 'Knits Fire' ihr einen Becher mit Wasser bringt, klaut Wanda in ihrer Abwesenheit viele ihrer Medikamente. Sie kehren zurück und der Arzt der Gruppe, kurz Doc genannt, hilft Wanda, Jamie zu heilen. Von da an ist Wanda keine Gefangene mehr und geht mit den Menschen auf Beutetour. Während einer solchen entdeckt die Sucherin das Versteck und tötet Wes, einen der Menschen, wird dabei jedoch überwältigt und gefangen genommen. Da Wanda nicht will, dass die Sucherin getötet wird, verrät sie Doc, wie er die Seele vom Wirt trennen kann, ohne dass er einen der beiden verletzt. Für dieses Geheimnis möchte Wanda zwei Bedingungen erfüllt haben: Zum einen sollen die künftig befreiten Seelen nicht getötet, sondern auf einen anderen Planeten geschickt werden, zum anderen möchte Wanda aus Melanies Körper entfernt und neben Walters (Walter war ein Mensch und Wandas Freund, starb aber an einer Krankheit, vermutlich Knochenkrebs) und Wes’ Grab begraben werden. Doc entfernt sie daraufhin aus Melanies Körper, tötet sie jedoch nicht, sondern implantiert sie in einen neuen Körper, dessen ursprüngliches Ich nicht wiedergekehrt ist.
Jared und Melanie sind nun glücklich vereint, genauso wie Ian und Wanda. Während einer Beutetour entdecken sie eine neue Gruppe von Menschen, die ebenfalls eine Seele als Freund gewonnen haben. Das Buch endet mit der Hoffnung, dass es noch mehr Überlebende gibt und dass die beiden Spezies möglicherweise doch eine Chance zusammen haben.

## Verfilmung
Die Produzenten Nick Wechsler, Steve Schwartz und Paul Mae Schwartz erwarben die Filmrechte im September 2009. Regie führte Andrew Niccol. Kinostart war der 29. März 2013 in den USA, in Deutschland der 6. Juni 2013.